# 7276 Maymie
7276 Maymie (1983 RE) là một tiểu hành tinh vành đai chính được phát hiện ngày 4 tháng 9 năm 1983 bởi Oak Ridge Observatory ở Harvard.